# 就活予備校
就活予備校（しゅうかつよびこう）は、就活の窓口として2006年厚生労働省YESプログラム参加に始まった若年者実務教育で、主に学卒者の就職支援で、履歴書の書き方からエントリーシートやSPI対策、面接方法、グループディスカッションなど実務を通して実社会で役立つ実習機関。対象者は学卒就活生及び転職志望生。厚生労働省所管の中央職業能力開発協会認定。指導者は漢字検定1級やソフトウェア開発などの国家資格保有で、東京都委嘱試験委員である。東京都改善計画認定。東京都若者ジョブサポーター登録。